# 腰本寿
腰本 寿（こしもと ひさし、1894年11月3日 - 1935年4月27日）は、日本の野球選手・監督。

## 来歴・人物
ハワイ島生まれの日系二世。本籍地・広島県。小学校卒業後、1908年、慶應義塾大学野球部がハワイ遠征を行なった際、マネージャーの鷲沢与四二に目をつけられ、日本に連れて来られる。学費を支給してもらい慶應義塾普通部→慶應義塾大学法学部政治学科を卒業。慶應普通部から大学まで二塁手として活躍した。
1916年に慶應義塾普通部野球部を指揮し、第2回全国中等学校優勝野球大会において優勝に導く。1921年、大阪毎日新聞社（現：毎日新聞社）支那課に勤め、大毎野球団主将として、無敵大毎の名をほしいままにした。復活早慶戦での慶応惨敗後、野球部OBからの緊急動議により1925年暮れ、慶應義塾大学野球部の監督となり、1934年12月18日に病気引退するまでの9年間、腰本式と称される戦法と選手養成とをもって黄金時代を築き、「和製マグロー」と称された。
1935年、大毎運動部顧問として復帰したが、同年4月27日に死去。1967年、野球殿堂入り。

## 関連書籍
- 野球(1915年、扶桑社）
- 米国遠征記（1929年、大岡山書店）
- 私の野球（1931年、三省堂 / 復刻版：1978年、恒文社）